# Eda Sagarra
Eda Sagarra (geboren als Eda O’Shiel 15. August 1933) ist eine irische Germanistin. 

## Leben
Eda O’Shiel war eine Tochter des Unabhängigkeitskämpfers und Juristen Kevin O’Shiel (1891–1970), der nach der irischen Unabhängigkeit als Richter und dann für die Irish Land Commission arbeitete. Sie studierte Geschichte und Germanistik an der National University of Ireland mit einem B.A. im Jahr 1954 und einem M.A. 1955, sowie an den Universitäten in Freiburg im Breisgau und Zürich. Sie wurde 1957 mit einer Dissertation über Hugo von Hofmannsthal an der Universität Wien promoviert.
Sie war von 1958 an Lecturer für Deutsch und für Geschichte für Germanisten an der Universität Manchester. 1975 erhielt sie einen Ruf für eine Germanistikprofessur an das Trinity College Dublin. Sie hatte von 1981 bis 1985 das Amt eines Registrars der Universität Dublin inne und von 2001 bis 2008 eines Pro-Chancellors. Im Jahr 1993 übernahm sie das Amt der Generalsekretärin der Royal Irish Academy. 
Sagarra arbeitete zur neueren deutschen Sozialgeschichte und zu Theodor Fontane. Sagarra ist Ehrenmitglied der Theodor Fontane Gesellschaft, sie erhielt 1990 die Goethe-Medaille des Goethe-Instituts und 1995 den Jakob- und Wilhelm-Grimm-Preis des DAAD. 1991 wurde sie in die Academia Europaea gewählt. 1998 wurde sie als korrespondierendes Mitglied in die Österreichische Akademie der Wissenschaften aufgenommen. Mit 80 Jahren schrieb sie eine Biografie ihres Vaters.

## Schriften (Auswahl)
- Hofmannsthals Verhältnis zur Literatur. Wien, Univ., Diss. 1957
- Tradition and Revolution : German literature and society 1830–1890. London: Weidenfeld Nicolson, 1971 
  - Tradition und Revolution : deutsche Literatur und Gesellschaft 1830–1890. Übersetzung Herbert Drube. München : List, 1972
- A Social History of Germany 1648–1914. London: Methuen, 1977, 2003
- An introduction to nineteenth century Germany. Harlow: Longman, 1980, 2001
- Theodor Fontane, Der Stechlin. München : Fink, 1986
- Jürgen Barkhoff, Eda Sagarra (Hrsg.): Anthropologie und Literatur um 1800. München: Iudicium, 1992
- Peter Skrine[6], Eda Sagarra: A companion to German literature : from 1500 to the present. Oxford : Blackwell, 1997
- Kevin O’Shiel: Northern Nationalist and Irish-State Builder. Dublin : Irish Academic Press, 2013